# غامق (روستا)
 غامق  (در عربی:  غامَق )
نام روستایی است در دهستان عَمّار از توابع استان اِب در کشور یمن در شبه جزیره عربستان.

## جمعیت
جمعیت آن (۱۱۹ ) نفر (۱۱ خانوار) می‌باشد.